# Luz María Umpierre
Luz María Umpierre Herrera (Santurce, 1947) es una poeta puertorriqueña, investigadora y activista de derechos humanos que vive en los Estados Unidos. Es también conocida como Luzma Umpierre. Es ampliamente reconocida por su exploración abierta de su lesbianismo, la experiencia inmigrante, y el bilingüismo, y por su intercambio poético con la importante poeta nuyorican Sandra María Esteves. Umpierre ha experimentado una serie de bien documentadas luchas legales debido a la discriminación laboral. Reside actualmente en la Florida. 

## Vida
Umpierre nació en Santurce (Puerto Rico), y se crio en el barrio popular "La veintiuna" (La Parada 21) en un hogar con dieciséis personas. Su madre fue una emigrante que nació en Puerto Rico pero creció en Nueva York, y por este motivo, Umpierre fue expuesta al inglés y al español como niña. 
Umpierre estudió en la Academia del Sagrado Corazón y en la Universidad del Sagrado Corazón, graduándose de ambas con honores. Después de varios años de la enseñanza en la Academia María Reina, vino a los Estados Unidos en 1974 para obtener un doctorado en español en Bryn Mawr College, en Pensilvania, que completó en 1978. Ella ha descrito su emigración motivada en parte por la homofobia en Puerto Rico. Después de recibir su doctorado, Umpierre fue profesora en varias instituciones, incluyendo la Universidad de Rutgers y SUNY Brockport. Ella experimentó discriminación laboral en ambas. Ella ha hecho trabajo posdoctoral en el Centro Internacional para Académicos Woodrow Wilson, la Universidad de Kansas, y en Milano La Nueva Escuela para la Gestión y Desarrollo Urbano Político. Más recientemente, se ha enfocado en su trabajo como activista de derechos humanos y ha recibido reconocimientos por sus esfuerzos.

## Poesía
Umpierre ha publicado seis libros de poesía y dos pliegos sueltos u "Hojas Poéticas". Ella ha recibido la atención crítica importante, en particular de mujeres y académicos feministas y queer. Su trabajo no ha recibido el mismo tipo de atención en Puerto Rico, donde no se suele incluir en las antologías o mencionar en las historias literarias. 
Umpierre es una poeta bilingüe que escribe en inglés y español y a veces mezcla los dos idiomas en el mismo poema. En su trabajo, establece una conversación con muchas mujeres poetas y escritoras norteamericanas, latinoamericanas, y puertorriqueñas como Sylvia Plath, Virginia Woolf, Sor Juana Inés de la Cruz, Ana Castillo, Marge Piercy, Julia de Burgos y Sandra María Esteves. 
Umpierre inició su carrera poética con la publicación de Una puertorriqueña es Penna (1979), cuyo título se puede interpretar como "Una mujer puertorriqueña en Pennsylvania" o "Una mujer puertorriqueña en pena". En este libro, la autora ofrece poemas que comentan sobre la discriminación a la que la comunidad puertorriqueña se enfrenta en Filadelfia. Ella también comenta sobre el prejuicio contra los puertorriqueños en las instituciones de educación superior, particularmente en los departamentos de español que juzgan el español de Puerto Rico como deficiente o incorrecto. También explora estos temas en su segundo y tercer libro, En el país de las maravillas (Kempis puertorriqueño) (1982) e ...Y Otras desgracias/ And Other Disgraces. . . (1985), el cual demuestra un profundo cambio, hacia un mayor bilingüismo. 
El libro más conocido de Umpierre es The Margarita Poems (1987), donde discute abiertamente su lesbianismo y ofrece poemas muy eróticos sobre el amor lésbico. El libro también aborda temas de hermandad feminista, la locura, la independencia de Puerto Rico, y la experiencia de los inmigrantes. Su libro más reciente es For Christine (1995). En la primera década de los años 2000, publicó dos pliegos sueltos u "Hojas Poéticas": Pour toi / For Moira (2005) y  Our Only Island—for Nemir (2009).Su obra completa aparece en el 2011 bajo el título "Im Still Standing."

## Intercambio con Sandra María Esteves
Umpierre es muy conocida por la conversación poética que ha llevado a cabo con la poeta nuyorican Sandra María Esteves, que consistió de dos poemas de cada mujer. En 1985 Umpierre publicó un poema titulado "In Response" ("En respuesta") que ofreció una crítica de la visión de la mujer puertorriqueña presentada en el poema de Esteves "A la mujer borrinqueña" (en Yerba Buena, 1980). Esteves, en su poema, se centró en una figura llamada María Christina, que se presenta como una madre y mujer orgullosa que participa en la lucha de su comunidad contra los prejuicios y la opresión. Umpierre critica a Esteves (y su personaje de María Christina) por su complacencia con los puntos de vista sociales tradicionales de la feminidad, y presenta un hablante poético que sostiene que su nombre no es "María Cristina" (escribiendo el nombre de Cristina con ortografía en español, sin h) y que no depende de los hombres. Esteves luego pasaría a responderle a Umpierre en su poema "So Your Name Isn't Maria Cristina", publicado en Bluestown Mockingbird Mambo (1990), donde indica que ambas mujeres han sido víctimas del patriarcado. Umpierre posteriormente escribió sobre ese poema en su propio "Musée d' Orsay", publicado en For Christine (1995), y también escribió un ensayo afirmando que ella siente vínculos de solidaridad feminista con Esteves y la considera una poeta amiga importante. Estos cuatro poemas han sido publicados juntos en la quinta edición de la Antología de la literatura estadounidense Heath con una introducción del investigador puertorriqueño Lawrence La Fountain-Stokes. El mismo crítico también grabó un programa de radio de la Asociación de Lenguas Modernas sobre este tema. Umpierre ha criticado la lectura de estos poemas ofrecidos por el investigador William Luis, indicando su fuerte desacuerdo con su interpretación; Umpierre inclusive lo llevó a juicio por difamación de carácter.

## Investigación
Umpierre ha publicado dos libros de crítica literaria y numerosos artículos de investigación en los que se centra sobre todo en la literatura puertorriqueña y caribeña y en mujeres escritoras. Es particularmente conocida por promover una teoría de la lectura "homocrítica", sugiriendo que los lectores homosexuales pueden ser más sensibles a percibir ciertos significados queer presentes en una obra literaria. Su primer artículo sobre este tema, apareció en Collages and Bricolages en 1993 bajo el título "Sobre la diversidad crítica" y se refirió al libro Fragmentos a su imán de José Lezama Lima. Desarrolló sus ideas sobre este tema en un artículo sobre el cuento de Carmen Lugo Filippi, "Milagros, calle Mercurio".

## Obras

### Poesía
- Una puertorriqueña en Penna. [Puerto Rico]: Master Typesetting of P.R., 1979.
- En el país de las maravillas (Kempis puertorriqueño). Bloomington, Ind.: Third Woman Press, 1982.
- . . . Y otras desgracias/And Other Misfortunes. . . Bloomington, Ind.: Third Woman Press, 1985.
- The Margarita Poems. Bloomington, Ind.: Third Woman Press, 1987.
- For Christine: Poems and One Letter. Chapel Hill, N.C.: Professional Press, 1995.
- Pour toi/ For Moira. San Juan, Puerto Rico: Mariita Rivadulla and Associates, 2005.
- Our Only Island—for Nemir. San Juan, Puerto Rico: Mariita Rivadulla Professional Services, 2009.
- I'm Still Standing: Treinta años de poesía/Thirty Years of Poetry, eds. Carmen S. Rivera y Daniel Torres. Orlando, FL y Fredonia, NY: www.luzmaumpierre.com and SUNY-Fredonia, 2011.

### Crítica literaria
- Ideología y novela en Puerto Rico: un estudio de la narrativa de Zeno, Laguerre y Soto. Madrid: Playor, 1983.
- Nuevas aproximaciones críticas a la literatura puertorriqueña contemporánea. Río Piedras: Editorial Cultural, 1983.